# Tropidosaura montana
Espèce
Synonymes
- Lacerta montana Gray, 1831
- Tropidosaura burchelli Smith, 1849

Tropidosaura montana est une espèce de sauriens de la famille des Lacertidae.

## Répartition
Cette espèce est endémique d'Afrique du Sud. Elle se rencontre au KwaZulu-Natal, au Cap-Occidental et au Cap-Oriental.

## Liste des sous-espèces
Selon The Reptile Database (24 mars 2013) :
- Tropidosaura montana montana (Gray, 1831)
- Tropidosaura montana natalensis FitzSimons, 1947
- Tropidosaura montana rangeri Hewitt, 1926

## Étymologie
Le nom de cette espèce, montana vient du latin montanus qui signifie « se rapportant à la montagne ».

## Publications originales
- FitzSimons, 1947 : Descriptions of new species and subspecies of reptiles and amphibians from Natal, together with notes on some other little known species. Annals of the Natal Museum, vol. 11, no 1, p. 111-137 (texte intégral).
- Gray, 1831 "1830" : A synopsis of the species of Class Reptilia. The animal kingdom arranged in conformity with its organisation by the Baron Cuvier with additional descriptions of all the species hither named, and of many before noticed, V Whittaker, Treacher and Co., London, vol. 9, Supplement, p. 1-110 (texte intégral).
- Hewitt, 1926 : Some new or little-known reptiles and batrachians from South Africa. Annals of the South African Museum, vol. 20, p. 473-490 (texte intégral).